# Maliattha amorpha
Maliattha amorpha là một loài bướm đêm trong họ Noctuidae.